# Prince of Darkness
Prince of Darkness (conocida en español como El príncipe de las tinieblas o El señor del mal) es una película estadounidense de terror de 1987 escrita y dirigida por John Carpenter y protagonizada por Donald Pleasence. El filme cuenta con un reparto de actores que colaboran con frecuencia con el director como Dennis Dun o Victor Wong.
La película es la segunda de la llamada Trilogía del Apocalipsis de Carpenter, que incluye The Thing (1982) e In the Mouth of Madness (1995). El músico estadounidense Alice Cooper aparece en la película, aunque su actuación carece de diálogos.

## Argumento
La historia está ambientada en Los Ángeles. Un sacerdote de una iglesia abandonada ha muerto antes de ver al arzobispo. Era miembro de una secta secreta, olvidada y tremendamente poderosa, La Hermandad del Sueño, cuyas acciones no eran puestas en cuestión por nadie. Su designado sucesor por parte del arzobispo, el padre Loomis (Donald Pleasence), investiga las actividades de la secta, que tenía esa iglesia e invita más tarde al profesor Howard Birack y a sus alumnos a investigar un misterioso cilindro, que se halla escondido en la bodega de esa iglesia y que esa secta era encargada de guardar meticulosamente en secreto. El cilindro contiene un líquido verde constantemente en movimiento, que —desconocido para todos— es la esencia pura del "Mal" y que ha empezado a activarse. Durante la noche, comienza a poseer a los estudiantes uno por uno y los utiliza contra los supervivientes. Después de encontrar un antiguo texto junto al cilindro, los científicos descubren que la sustancia líquida es en realidad Satanás en persona.
El texto revela también que Satanás es el hijo de una fuerza del Mal más potente que él mismo: un Anti-Dios que está atrapado en otra dimensión. Satanás posee a uno de los estudiantes e intenta traer a su "padre" a su universo a través de un portal dimensional, representado por un espejo normal.
Al final de la película, Catherine Danforth, una de los estudiantes, detiene a Satanás mientras está en el estudiante poseído y lo empuja en el portal. Danforth pierde el equilibrio y por esto cae en el interior del espejo. Antes de que ella (o el Anti-Dios) pueda escapar, el cura lanza a través de la habitación un hacha que golpea el portal y deja encerrados en el otro reino a Satanás, el Anti-Dios y Danforth.
Después de estos eventos los estudiantes vuelven a casa. Brian Marsh, enamorado de Danforth, tiene un sueño recurrente que es mostrado progresivamente durante la película cada vez que un personaje se duerme. En él, una voz distorsionada dice que lo que está viendo no es un sueño, sino una transmisión del año 1999 (los eventos se desarrollan a finales de los '80) que no puede ser transmitida a una mente consciente. El sueño parece ser un vídeo granuloso de la fachada de la iglesia en donde se ambientó la película. La voz dice que es preciso hacer algo en el pasado para que ese futuro no llegue a cumplirse. Mientras versiones precedentes del sueño se detenían aquí, el sueño de Marsh esta vez muestra al Anti-Dios, que revela que tiene el cuerpo de Danforth. Si es Danforth o el Anti-Dios quien habla es una pregunta sin respuesta, el hecho es que Danforth es el cuerpo elegido de este antiguo mal. 
Marsh se despierta y encuentra a Satanás junto a él, bajo la forma de Catherine poseída, que descansa en la cama. Entonces grita, e intenta entrar en el espejo para reunirse con su amor o encontrar a Satanás y su padre. La película termina antes de que sus dedos puedan tocar el espejo.

## Reparto
| Actor                    | Personaje              |
| ------------------------ | ---------------------- |
| Donald Pleasence         | Cura                   |
| Jameson Parker           | Brian Marsh            |
| Victor Wong              | Profesor Howard Birack |
| Lisa Blount              | Catherine Danforth     |
| Dennis Dun               | Walter                 |
| Susan Blanchard          | Kelly                  |
| Anne Marie Howard        | Susan Cabot            |
| Ann Yen                  | Lisa                   |
| Ken Wright               | Lomax                  |
| Dirk Blocker             | Mullins                |
| Jessie Lawrence Ferguson | Calder                 |
| Peter Jason              | Dr. Paul Leahy         |
| Robert Grasmere          | Frank Wyndham          |
| Thom Bray                | Etchinson              |

## Producción
Tras la mala recepción comercial de su anterior película, Big Trouble in Little China (1986), Carpenter se topó con la desconfianza de los grandes estudios para financiar sus subsiguientes proyectos pese a la buena acogida comercial que sus películas habían obtenido hasta entonces. Por tanto el director volvió a proyectos más económicos, con un presupuesto total de 3 millones de dólares financiados por Universal Pictures, y de estilo más artesanal con los que poder seguir manteniendo el control creativo.
La base de Prince of Darkness está en las investigaciones sobre la física teórica y la teoría atómica, jugando así con la idea de jugar con el concepto del mal absoluto y de la materia y la antimateria. Carpenter escribió el guion de la película bajo el seudónimo de Martin Quatermass. El plan de rodaje fue de apenas treinta días.

## Recepción
Durante su estreno en salas de cine la película obtuvo una recaudación estimada de 14 millones de dólares, prácticamente quintuplicando su presupuesto inicial, lo que lo convirtió en una cinta más que rentable.
La crítica especializada le otorgó, en general, malas valoraciones. Entre los críticos con una buena consideración destaca Nigel Floyd de Time Out que reseña "El guion es a veces charlatán pero se mantiene interesante gracias a la atmósfera escalofriante que crea Carpenter.(...) Se desarrolla lentamente pero con seguridad hasta llegar a un clímax tenso". Jake Cole de Slant incide en que "la dirección de Carpenter es lo que deslumbra y da impulso, clarificando con dinamismo lo que el guion deja sin aclarar". 
Abundan críticas mixtas, como la de Roger Ebert quien le otorga 2 de 4 estrellas, indicando que es "otra de esas películas en las que los cuerpos de los buenos son ocupados por una fuerza maligna.(…) La premisa de Prince of Darkness es bastante buena". Michael Wilmington en Los Angeles Times destaca que "está dirigida, por lo menos a nivel visual, con una elegancia inusual.(...) Aunque las sorpresas están tan programadas como una clase de aeróbic, el clímax es electrizante". La revista Fotogramas le concede una valoración de 3 sobre 5. Adrián Massanet en EspinOf indica "posee al menos un ramillete de imágenes realmente fascinantes, un ritmo sostenido perfecto y un crescendo y clímax final más que notables. Sí es cierto que se echa en falta mayor rigor tanto en el dibujo de los caracteres como en el casting que da vida a esos personajes, y que la forma de narrar de Carpenter quedaba rápidamente en desuso por un cine cada vez más industrial y efectista".
También hay críticas muy desfavorables incidiendo en el guion, la dirección o la pobreza interpretativa del elenco. Vincent Canby en The New York Times reseña "Una película de terror sorprendentemente cursi viniendo de un director cuyo trabajo suele ser mucho más eficaz y original.(...) Ninguna interpretación es buena". La redacción de Variety indica "Carpenter gasta tanto tiempo preparando el siguiente susto que abandona a sus actores, que se ven atrapados en un guion chapucero". Una de las más célebres fue la crítica de Richard Harrington en The Washington Post que calificó la cinta como "Carpenter siendo Carpenter, explicando las cosas en exceso (...) y buscando el susto fácil.(...) La película merece ser encerrada en una lata durante 7 millones de años".
En la actualidad Prince of Darkness cuenta con una mejor valoración entre los usuarios de los portales de información cinematográfica. En FilmAffinity, con 4.371 votos, obtiene una puntuación de 6,0 sobre 10. En IMDb, calculada con 37.144 valoraciones, obtiene una puntuación de 6,7 sobre 10. El agregador de críticas Rotten Tomatoes le otorga una calificación de "fresco" en el 58% de las 66 críticas profesionales y en el 60% entre 13.924 valoraciones de los usuarios.

## Premios
- Premios Saturn (1988): 1 Nominación (Música)
- Festival de cine fantástico de Avoriaz (1988): 1 Premio